# Милова, Элеонора Абрамовна
Элеонора Абрамовна (Элла) Милова (16 января 1933, Луганск — 26 января 2019, Минск) — советский и белорусский сценарист, режиссёр-документалист и редактор.

## Биография
Окончила Белорусский государственный университет (1953) и ВГИК (сценарный факультет, 1955).
По её сценариям поставлено более 30 документальных и художественных фильмов на «Мосфильме», «Беларусьфильме», творческом объединении «Экран» и Белорусском телевидении.
Была членом Белорусского Союза кинематографистов, сценарной коллегии Белорусского телевидения, президентом Международной ассоциации женщин-гуманитариев «Интерфорум». Сотрудничала с Белорусским видеоцентром.
С 1991 по 2001 год — художественный руководитель Независимой студии Татьяны Логиновой «Татьяна».
С 2005 года и до конца жизни была главным редактором Студии во имя святого исповедника Иоанна Воина при Минском Свято-Елисаветинском монастыре.
Как автор и режиссёр сняла ряд документальных фильмов.

## Фильмография
- 1956 — Две жизни (к/м)
- 1956 — Обида (к/м)
- 1963 — Стрежень (фильм-спектакль)
- 1964 — В шестнадцать мальчишеских лет (д/ф)
- 1964 — Нас много — ты и я (фильм-спектакль)
- 1965 — Правдоха (фильм-спектакль)
- 1968 — Надпись на срубе (к/м)
- 1975 — Охотник за браконьерами
- 1976 — Огненный мост
- 1976 — Сибирь (мини-сериал)
- 1979 — Красный велосипед
- 1986 — Вызов
- 2008 — Братия (д/ф)
- 2010 — Притчи
- 2012 — Три слова о прощении